# Desmatochelys
Desmatochelys es un género extinto de tortugas de mar pertenecientes a la familia Protostegidae, que vivieron durante el período Cretácico en América. Se han descrito dos especies, D. lowi y D. padillai

## Desmatochelys lowi
Desmatochelys lowi vivió durante el Cretácico Superior (Turoniense - Campaniense, hace aproximadamente 90 - 82 millones de años) cuyos restos fósiles se han encontrado en Norteamérica. Esta especie era dimensiones medianas a grande; su caparazón por sí solo alcanzaba aproximadamente un metro y medio de largo. Su cráneo medía cerca de 20 centímetros de longitud, con grandes fosas nasales. La coana se encontraba en una posición muy avanzada; además tenía pequeños forámenes en el palatino posterior. El húmero indica que las extremidades anteriores tenían forma de remo. El plastrón, la coraza de la zona inferior estaba apenas unida al caparazón superior.
D. lowifue descrito originalmente en 1894, con base en restos fósiles provenientes de la Formación Niobrara en Kansas, Estados Unidos, y es la especie tipo del género. Durante mucho tiempo, esta tortuga tuvo una clasificación muy confusa, siendo incierto que formas podrían ser parientes suyos: algunos lo clasificaron como un miembro primitivo de los quelónidos actuales, o bien como pariente de las tortugas laúd y el género extinto Corsochelys. Análisis cladísticos más recientes (Hirayama, 1998; Kear y Lee, 2006) han demostrado que en lugar de ello es probable que Desmatochelys represente un miembro muy arcaico de los protostégidos, probablemente afín a Rhinochelys (de dimensiones más reducidas). Los fósiles de Desmatochelys lowi se han recuperado también en la Formación Trent River en la isla de Vancouver, lo que sugiere una distribución muy amplia para estos animales. A esta especie se le ha atribuido en ocasiones el húmero parcial y gigantesco del género conocido como Atlantochelys (Hay, 1908).

## Desmatochelys padillai

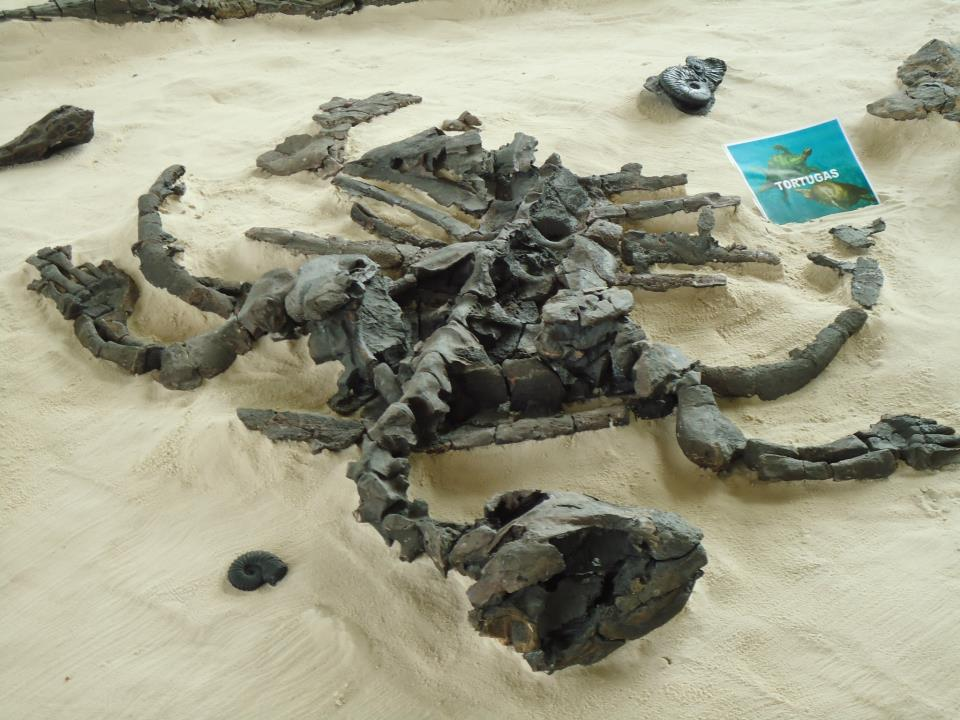
Fósil de D. padillai en el Centro de Investigaciones Paleontológicas, Villa de Leyva, Colombia.

Desmatochelys padillai es una especie descrita en 2015. Se estima que tenía más de 120 millones de años de antigüedad, lo que la convierte en la más antigua tortuga marina conocida, superando el récord antes atribuido a Santanachelys gaffneyi, la cual fue descrita en 1998. Los fósiles, que incluyen huesos y caparazones, fueron descubiertos en Villa de Leyva en Colombia. El espécimen es más grande que un humano promedio, con dos metros de longitud, y muestra los rasgos claves de las tortugas marinas modernas. El nombre de la especie fue dado en honor de Carlos Bernardo Padilla, un destacado impulsor de la paleontología en la región.
Los fósiles ahora conocidos como Desmatochelys padillai fueron descubiertos en la década de 1940 en Colombia. Su primer estudio sistemático fue realizado por Donald Thomas Jeremy Smith del Politécnico de Kingston en Surrey, Inglaterra. Como parte de su disertación doctoral en 1989, sugirió que el espécimen debía ser clasificado en el género Desmatochelys. Elizabeth L. Nicholls confirmó esta clasificación en 1992. Debido a que tenía características incompletas y carecía de información sobre su contexto geológico, la 
nueva especie permaneció sin describir en las colecciones del museo de la Universidad de California en Berkeley. James Parham, quien fue uno de los autores de la descripción de la especie, había visto los fósiles originales en Berkeley mientras realizaba su doctorado en 1996. Él recuerda que "si hubiera sabido que tan antiguos era los especímenes de Berkeley en 1996, de seguro que yo los pude haber incluido en mi disertación." Especímenes mejor preservados aparecieron en 2007, siendo descubiertos por los aficionados a la paleontología Mary Luz Parra y sus hermanos Juan y Freddy Parra. Los especímenes fueron recuperados en Villa de Leyva en Colombia. Esta localidad se incluye dentro de la Formación Paja, la cual data del Cretácico Inferior, y tendría más de 120 millones de años. Los fósiles fueron preservados en las colecciones del Centro de Investigaciones Paleontológicas en Villa de Leyva y el Museo de Paleontología de la Universidad de California. La descripción formal fue realizada por Edwin Cadena del Instituto de Investigación Senckenberg, y James Parham de la Universidad Estatal de California.
Los fósiles descubiertos en 2007 corresponden a un esqueleto casi completo. También hay cuatro cráneos, dos de ellos completos y los otros casi completos. El espécimen holotipo consiste en la mandíbula, un hiodes derecho parcial, vértebras cervicales (3–8), los miembros delanteros derecho e izquierdo (a los que les faltan muchas de las falanges), el caparazón casi completo, la escápula y el coracoides izquierdo, y el hioplastrón e hipoplastrón parciales. Los dos caparazones parciales están mal preservados pero son lo suficientemente distintos de los de otras tortugas marinas.